# Saint-Paul-les-Fonts
Saint-Paul-les-Fonts è un comune francese di 785 abitanti situato nel dipartimento del Gard, nella regione dell'Occitania.

## Società

### Evoluzione demografica
Abitanti censiti